# Cornufer gilliardi
Espèce
Synonymes
- Platymantis gilliardi Zweifel, 1960

Statut de conservation UICN

 DD  : Données insuffisantes
Cornufer gilliardi est une espèce d'amphibiens de la famille des Ceratobatrachidae.

## Répartition
Cette espèce est endémique de Papouasie-Nouvelle-Guinée. Elle se rencontre en Nouvelle-Bretagne dans les monts Whiteman et dans les îles de l'Amirauté.

## Description
La femelle mesure 44,4 mm.

## Étymologie
Cette espèce a été nommée en l'honneur de l'ornithologue américain Ernest Thomas Gilliard.

## Publication originale
- Zweifel, 1960 : Results of the 1958-1959 Gilliard New Britain expedition 3. Notes on the frogs of New Britain. American Museum Novitates, no 2023, p. 1-27 (texte intégral).